# 奧里霍韋湖 (沃倫州)

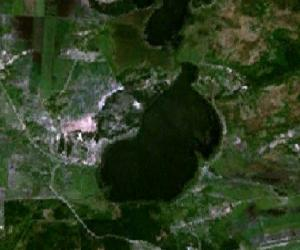
空照圖

51°51′N 24°43′E / 51.850°N 24.717°E
奧里霍韋湖（烏克蘭語：Оріхове озеро），是烏克蘭西部沃倫州的湖泊，位在科韋利區的薩馬里市鎮境內，海拔高度143米，長3.9公里，寬2.1公里，面積5.5平方公里，最大水深3.6米。

## 鄰近聚落
- 薩馬里市鎮（烏克蘭語：Самарівська сільська громада）
  - 小奧里霍韋
  - 薩馬里-奧里霍維
  - 梅日西季